# Wargen

Wargen était un village de la province de Prusse-Orientale, appelé depuis 1946 Kotelnikovo dans l’oblast de Kaliningrad. Il se trouvait au nord-ouest de Königsberg et à la limite de l'arrondissement de Fischhausen en Sambie (Samland, en allemand). Il fait aujourd'hui partie du raïon de Zelenogradsk.

## Historique
Les chevaliers teutoniques font construire en 1270 une maison fortifiée par un vassal dans un territoire de Sambie entouré de lacs et de forêts. Celle-ci est baptisée Wargen. Un village prend forme alentour et une église est bâtie au début du XIVe siècle, avec une tour de guet, et sert d’église paroissiale aux villages des environs. Le petit château fortifié est détruit au XVIIe siècle. Le fief devient domaine en 1539 d’un chevalier Jorgen von Kanitz, puis il passe en 1561 au chevalier Wilhelm Thiesel von Taltitz, héritier de Christoph von Kanitz. La famille fait don du petit château en 1611 à la paroisse qui finit par s’en servir de carrière.
Les chevaliers teutoniques font assainir, drainer et défricher les terrains, de même à Wargen. Un étang sert à creuser un réseau de petites rivières canalisées pour permettre de faire construire des moulins. Il existe alors un vaste étang, dit « du moulin » et un autre dit « de l’église ». Celui-ci grâce à un réseau de canaux et d’étangs est relié à Königsberg et d’autres mènent à Pillau. D’autres étangs servent d’élevage de carpes.
C’est en 1894 que le comte Heinrich von Lehndorff (1829-1905), ancien aide-de-camp et ami intime de Guillaume Ier de Prusse, fait construire un nouveau château en style historiciste, qu’il nomme château de Preyl. C’est ainsi que la branche cadette des comtes von Lehndorff se fait appeler Lehndorff-Preyl. Un petit-fils du comte, baptisé aussi Heinrich (1909-1944), y passa sa jeunesse avant d’exploiter le château de Steinort. Ce fut un opposant au régime national-socialiste et il fut pendu à la prison de Plötzensee après le complot du 20 juillet 1944 contre Hitler.
Wanger est au début du XXe siècle et jusque dans les années 1940 un lieu de Sambie privilégié par ses paysages et apprécié des plaisanciers de Königsberg pour ses lacs et son village typique. L’église est fameuse pour sa crucifixion d’époque gothique tardif et pour sa statue médiévale de saint Michel.
Le village est la paroisse luthérienne-évangélique principale de nombreux autres villages et hameaux des environs jusqu’en 1945. Toute la région subit des bombardements intensifs anglo-américains surtout à partir de l’automne 1944. Le village est entièrement détruit en janvier 1945 à l’arrivée de l’Armée rouge et les rares villageois restés doivent s’enfuir.
L’endroit avait été cité, à la fin de la Seconde Guerre mondiale, comme ayant abrité (dans l’église) le décor de la chambre d’ambre, mais des fouilles entreprises en 1989 n’ont rien donné.
Il ne reste plus que des bois et une allée de tilleuls qui mène à l’ancienne Mednicken.

## Population
- Recensement de 1933 : 929 habitants, tous luthériens
- Recensement de 1939 : 905 habitants, tous luthériens

Wargen appartenait à l'arrondissement de Fischhausen qui comprenait, en 1933, 65 002 habitants, dont 63 137 luthériens-évangéliques, 1 175 catholiques, 3 chrétiens d’autre confession et 107 juifs.

## Démographie post-soviétique
Recensements et estimations de la population,:
| 2002* | 2010* | - |
| ----- | ----- | - |
| 18    | 15    | - |